# Windischengrün
Windischengrün ist ein Gemeindeteil der Stadt Schauenstein im Landkreis Hof (Oberfranken, Bayern). Die Gemarkung Windischengrün hat eine Fläche von 5,672 km². Sie ist in 838 Flurstücke aufgeteilt, die eine durchschnittliche Fläche von 6768,65 m² haben. In ihr liegt neben dem namensgebenden Ort der Gemeindeteil Uschertsgrün.

## Geografie
Das Dorf liegt auf freier Flur am Osthang des Hohen Bergs (661 m ü. NHN). Der östliche Ortsrand liegt in einer Talmulde eines namenlosen linken Zuflusses der Selbitz. Die Kreisstraße HO 26 führt nach Schauenstein zur Staatsstraße 2195 (1,4 km östlich) bzw. nach Baiergrün (1,8 km südwestlich).

## Geschichte
An dem Bestimmungswort des Ortsnamens „–winden“ ist erkennbar, dass es sich um eine Wendensiedlung handelt. Das Grundwort -grün lässt vermuten, dass der Ort erst in der späten Rodungszeit des 12. bis 14. Jahrhunderts entstanden ist.
Gegen Ende des 18. Jahrhunderts bestand Windischengrün aus 20 Anwesen. Die Hochgerichtsbarkeit sowie die Dorf- und Gemeindeherrschaft stand dem bayreuthischen Vogteiamt Schauenstein zu. Grundherren waren das Kastenamt Kulmbach (1 Söldengut, 3 Tropfhäuser) und die Hofkanzlei Bayreuth für den herrschaftlichen Besitz (2 Höfe, 15 Halbhöfe).
Von 1797 bis 1810 unterstand Windischengrün dem Justiz- und Kammeramt Naila. Nachdem im Jahr 1810 das Königreich Bayern das Fürstentum Bayreuth käuflich erworben hatte, wurde der Ort bayerisch. Infolge des Ersten Gemeindeedikts wurde Windischengrün dem 1812 gebildeten Steuerdistrikt Schauenstein zugewiesen. Zugleich entstand die Ruralgemeinde Windischengrün, zu der Uschertsgrün gehörte. Sie war in Verwaltung und Gerichtsbarkeit dem Landgericht Naila zugeordnet und in der Finanzverwaltung dem Rentamt Lichtenberg (1919 in Finanzamt Lichtenberg umbenannt, seit 1955 Finanzamt Naila). Ab 1862 gehörte Windischengrün zum Bezirksamt Naila (1939 in Landkreis Naila umbenannt). Die Gerichtsbarkeit blieb beim Landgericht Naila (1879 in Amtsgericht Naila umgewandelt). Die Gemeinde Windischengrün hatte 1964 eine Gebietsfläche von 5,673 km². Im Zuge der Gebietsreform in Bayern wurde die Gemeinde Windischengrün am 1. Mai 1978 nach Schauenstein eingemeindet.

### Baudenkmäler
- Haus Nr. 1: Wohnstallhaus[11]
- Haus Nr. 6: Wohnstallhaus[11]
- Haus Nr. 11: Wohnstallhaus[11]

ehemalige Baudenkmäler
- Haus Nr. 5: Zweigeschossiges, verputzt massives Wohnstallhaus mit Krüppelwalmdach und Gauben; Anfang des 19. Jahrhunderts.[12]
- Haus Nr. 7: Zweigeschossiges, verputzt massives Wohnstallhaus mit Krüppelwalmdach und Gauben; 1805 errichtet (Jahrzahl auf dem bis um 1955 erhaltenen Scheitelstein der Wohnungstür), nördliche Langseite 1955 erneuert; vorderes Giebeltrapez in verschiefertem Ständerwerk.[12]
- Haus Nr. 10: Zweigeschossiges Wohnstallhaus mit Krüppelwalmdach und Gauben; Erdgeschoss verputzt massiv; Dachgesims mit Zahnschnittprofilierung. Eine der verschieferten Gauben bezeichnet „Chr. Hoffmann 1835“ (Baudatum).[12]

### Einwohnerentwicklung
Gemeinde Windischengrün
| Jahr      | 1819  | 1840   | 1852   | 1855   | 1861   | 1867   | 1871   | 1875   | 1880   | 1885   | 1890   | 1895   | 1900   | 1905   | 1910   | 1919   | 1925   | 1933   | 1939   | 1946   | 1950   | 1952   | 1961  | 1970   |
| Einwohner | 208   | 261    | 270    | 278    | 287    | 304    | 317    | 312    | 294    | 284    | 273    | 261    | 263    | 257    | 241    | 265    | 296    | 321    | 318    | 471    | 496    | 481    | 396   | 392    |
| Häuser    |       |        |        |        |        |        | 44     |        |        | 46     | 48     |        | 44     |        |        |        | 54     |        |        |        | 60     |        | 66    |        |
| Quelle    | [ 7 ] | [ 14 ] | [ 14 ] | [ 14 ] | [ 15 ] | [ 16 ] | [ 17 ] | [ 18 ] | [ 19 ] | [ 20 ] | [ 21 ] | [ 14 ] | [ 22 ] | [ 14 ] | [ 23 ] | [ 14 ] | [ 24 ] | [ 14 ] | [ 14 ] | [ 14 ] | [ 25 ] | [ 14 ] | [ 8 ] | [ 26 ] |

Ort Windischengrün
| Jahr      | 001819 | 001861 | 001871 | 001885 | 001900 | 001925 | 001950 | 001961 | 001970 | 001987 | 002006 |
| Einwohner | 123    | 166    | 180    | 165    | 146    | 133    | 194    | 142    | 124    | 123    | 119    |
| Häuser    |        |        |        | 25     | 23     | 24     | 25     | 26     |        | 39     |        |
| Quelle    | [ 7 ]  | [ 15 ] | [ 17 ] | [ 20 ] | [ 22 ] | [ 24 ] | [ 25 ] | [ 8 ]  | [ 26 ] | [ 27 ] |        |

## Religion
Windischengrün ist seit der Reformation evangelisch-lutherisch geprägt und bis heute nach St. Bartholomäus (Schauenstein) gepfarrt.